# 蕭湘
參數所指定的目標頁面不存在，建議更正成存在頁面或直接建立下列一個頁面（建立前請先搜尋是否有合適的存在頁面可以取代）：
- 萧湘 (荣县)

參數所指定的目標頁面不存在，建議更正成存在頁面或直接建立下列一個頁面（建立前請先搜尋是否有合適的存在頁面可以取代）：
- 蕭湘 (香港)

萧湘（1871年—1940年1月），字秋恕，四川省重庆府涪州武隆分州人，清朝進士。

## 生平
他1871年生于武隆巷口镇，后来迁居涪陵。他于光绪二十八年（1902年）31岁时乡试中举。光绪二十九年（1903年）中进士，授刑部主事。后来他被派赴日本法政大学留学。其间，他和蒲殿俊、梁启超来往密切，他还参加了中国同盟会。1906年5月，萧湘、蒲殿俊等在东京成立川汉铁路改进会，要求清政府将川汉铁路由官办改为商办。1908年秋，萧湘、蒲殿俊从日本回国，被清政府授法部员外郎。1909年10月14日四川谘议局在成都成立，他任四川谘议局董事议员、副议长、董事，曾发起成立宪友会，曾参加国会大请愿和保路运动，结果被湖广总督瑞澂拘押于武昌，直到武昌起义后方获释。此后他成为各省都督府代表联合会代表。1923年他回到涪陵定居，脱离了政界。
回乡后，他在涪陵崩土坎创办了凉塘义渡，为来往旅客提供免费摆渡。他还创建了涪陵第一个图书馆——存古图书馆。1940年1月，萧湘在涪陵杨家院病逝，享年70岁。